# Steen & Been
Steen & Been is een nederpopband uit Den Haag, ontstaan in 2006.

## Geschiedenis
Steen & Been begon oorspronkelijk als een Engelstalige coverband onder de naam Bonestone. Na de optredens werden vaak als toegift de Nederlandstalige liedjes uit de pen van Fred van der Steen gespeeld. Mede vanwege de goede respons op deze nummers ging de band in het voorjaar van 2009 geheel over op nederpop en veranderde de naam.

## Bezetting
- Fred van der Steen - toetsen en zang
- Alex Been - gitaar en zang
- Heleen van der Steen - bas
- Debbie Duyvenstein - drums
- Truus Nouwens - zang

## Discografie

### Albums
| Album met eventuele hitnotering(en) in de Nederlandse Album Top 100 | Datum van verschijnen | Datum van binnenkomst | Hoogste positie | Aantal weken | Opmerkingen |
| ------------------------------------------------------------------- | --------------------- | --------------------- | --------------- | ------------ | ----------- |
| Evolutieleer                                                        | 2010                  |                       |                 |              |             |

### Singles
| Single met eventuele hitnotering(en) in de Nederlandse Top 40 | Datum van verschijnen | Datum van binnenkomst | Hoogste positie | Aantal weken | Opmerkingen |
| ------------------------------------------------------------- | --------------------- | --------------------- | --------------- | ------------ | ----------- |
| Bind Me Vast                                                  | 2009                  |                       | tip             |              |             |
| Probeer het Nog Eén Keer Met Mij                              | 2010                  |                       |                 |              |             |